# Olavi Laurila
Olavi Laurila (Vaasa, 29 de diciembre de 1940) es un deportista finalndés que compitió en tiro con arco, en la modalidad de arco recurvo. Ganó dos medallas en el Campeonato Europeo de Tiro con Arco al Aire Libre de 1972, plata por equipo y bronce individual.

## Palmarés internacional
| Campeonato Europeo al Aire Libre | Campeonato Europeo al Aire Libre | Campeonato Europeo al Aire Libre | Campeonato Europeo al Aire Libre |
| Año                              | Lugar                            | Medalla                          | Prueba                           |
| -------------------------------- | -------------------------------- | -------------------------------- | -------------------------------- |
| 1972                             | Walferdingen (Luxemburgo)        | Medalla de plata                 | Equipo                           |
| 1972                             | Walferdingen (Luxemburgo)        | Medalla de bronce                | Individual                       |